# ノヴィツィアート祭壇画
『ノヴィツィアート祭壇画』(ノヴィツィアートさいだんが、伊: Pala del Noviziato) は、フィリッポ・リッピによる1440-1445年ごろの板上のテンペラ画である。現在フィレンツェのウフィツィ美術館に所蔵されている。聖会話の絵画であり、ペゼッリーノによって描かれた『降誕』を中心にしたプレデッラ (裾絵）を元来含んでいた。中央画面には、聖母子の両側に聖コスマスと聖ダミアヌスが表され、左端にアッシジのフランチェスコ、右端にパドヴァのアントニオが表されている。人物上の建築のフリーズには、メディチ家の紋章である球がある。

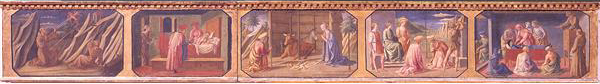
プレデッラ

絵画は完全にリッピ自身の手になるものであり 、おそらくコジモ・デ・メディチによって委嘱された。そのことは、コジモの家族の守護聖人である聖コスマスと聖ダミアヌスの存在によって示される。もともとは、メディチ家が後援していたサンタ・クローチェ聖堂のノヴィツィアート礼拝堂のために制作された。 1813年、イタリアの教会と宗教関連施設がナポレオンにより弾圧された時期に、祭壇画とプレデッラの両方がパリに持ち去られた。 プレデッラの最初の二点 (『聖痕を受ける聖フランチェスコ』と『ユスティニアヌスの治癒』) は、ルーヴル美術館に残っているが、『降誕』を含む最後の三点は、ルーヴルにある二点の複製とともにウフィツィ美術館に所蔵されている。